# Eugène Mougin
Eugène Mougin, född 17 november 1852, död 28 december 1923, var en fransk bågskytt. Han deltog vid olympiska sommarspelen 1900.